# أجسام دافئة
أجسام دافئة (بالإنجليزية: Warm Bodies) فيلم أمريكي إصدار عام 2013
الفيلم من بطولة نيكولاس هولت وتيريزا بالمر

## قصة
قصة حب قوية تجمع بين آر وجولي بعد أن يدمر المدينة وباء من الزومبيين ويآتى عليها.. أثناء ذلك يحاول آر إنقاذ جولي من هجوم الزومبي، فتتعلق بحبه وتنشأ بينهما علاقة خاصة تساعدهما على البقاء على قيد الحياة وسط هؤلاء الزومبي المتوحشين.

## وصلات خارجية
- أجسام دافئة على موقع IMDb (الإنجليزية)
- أجسام دافئة على موقع ميتاكريتيك (الإنجليزية)
- أجسام دافئة على موقع روتن توميتوز (الإنجليزية)
- أجسام دافئة على موقع نتفليكس (الإنجليزية)
- أجسام دافئة على موقع قاعدة بيانات الأفلام العربية
- أجسام دافئة على موقع ألو سيني (الفرنسية)
- أجسام دافئة على موقع Turner Classic Movies (الإنجليزية)
- أجسام دافئة على موقع أول موفي (الإنجليزية)
- أجسام دافئة على موقع بوكس أوفيس موجو (الإنجليزية)
- أجسام دافئة على موقع فيلمافينيتي (الإسبانية)

1. ↑  وصلة مرجع: https://www.siamzone.com/movie/m/6671. الوصول: 1 مايو 2016.
2. 1 2  وصلة مرجع: http://www.adorocinema.com/filmes/filme-190969/creditos/. الوصول: 1 مايو 2016.